# رافائلا لبورونی
رافائلا لبورونی (ایتالیایی: Raffaella Lebboroni؛ زادهٔ ۱۰ ژوئن ۱۹۶۱) بازیگر اهل ایتالیا است. وی از سال ۱۹۸۹ میلادی تاکنون مشغول فعالیت بوده است.
از فیلم‌ها یا برنامه‌های تلویزیونی که وی در آن نقش داشته است، می‌توان به خائن، زندگی زیباست و دیوار لاستیکی اشاره کرد.